# Sam Szafran
Sam Szafran (* 19. November 1934 in Paris; † 14. September 2019 in Malakoff) war ein französischer Künstler.

## Leben
Szafran wurde als Sohn polnisch-jüdischer Emigranten in Paris geboren. Seine Kindheit verbrachte er im Quartier des Halles, bevor er sich während des Krieges zunächst auf dem Land, dann in der Schweiz versteckt halten musste.
Nachdem er als junger Künstler im Atelier de la Grande Chaumière bei Henri Goetz zunächst abstrakt arbeitete, erprobte Szafran zu Beginn der 1960er Jahre die Technik des Pastells. Im Paris der Nachkriegsjahre begegnete er Jean Arp, Yves Klein, Jean-Paul Riopelle, Joan Mitchell, Alberto Giacometti, Henri Cartier-Bresson und Martine Franck. 1963 heiratete er die Schweizerin Lilette Keller, ein Jahr später kam ihr Sohn Sebastien zur Welt. Nach bescheidenen Jahren in von Freunden zur Verfügung gestellten Ateliers zogen sie 1974 nach Malakoff.

## Werk
Die Entdeckung des Pastells war für Szafran von großer Bedeutung. Seit Beginn der 60er Jahre verwendet er die Kreiden von Pastels Roché, die in der Maison du Pastel von den drei Schwestern der Roché-Familie nach eigenem Rezept hergestellt werden. Fortan bestimmte diese Technik sein Werk, sei es allein, in Verbindung mit Kohlestift oder mit Aquarell. Zugleich verdichteten sich seine Arbeiten in dieser Zeit auch thematisch. Zahlreiche Serien von Treppen, Gewächshäusern und Ateliers zeugen von seiner Besessenheit, die damals wie heute anachronistisch anmutende Technik der Pastellmalerei ebenso perfekt wie virtuos zu beherrschen. In Zeiten von Abstraktion und großer Geste stellt diese Malerei in ihrer Gegenständlichkeit wie in ihrer Bemühung um handwerkliche Präzision eine Absage an die meisten Tendenzen der zeitgenössischen Kunst dar; es ist eine Kunst gegen Konzepte, Trends und schnelllebige Moden. So ist es kein Wunder, dass die Werke des französischen Künstlers bisher eher selten und nur in seinem Heimatland bzw. der französischsprachigen Schweiz ausgestellt wurden.

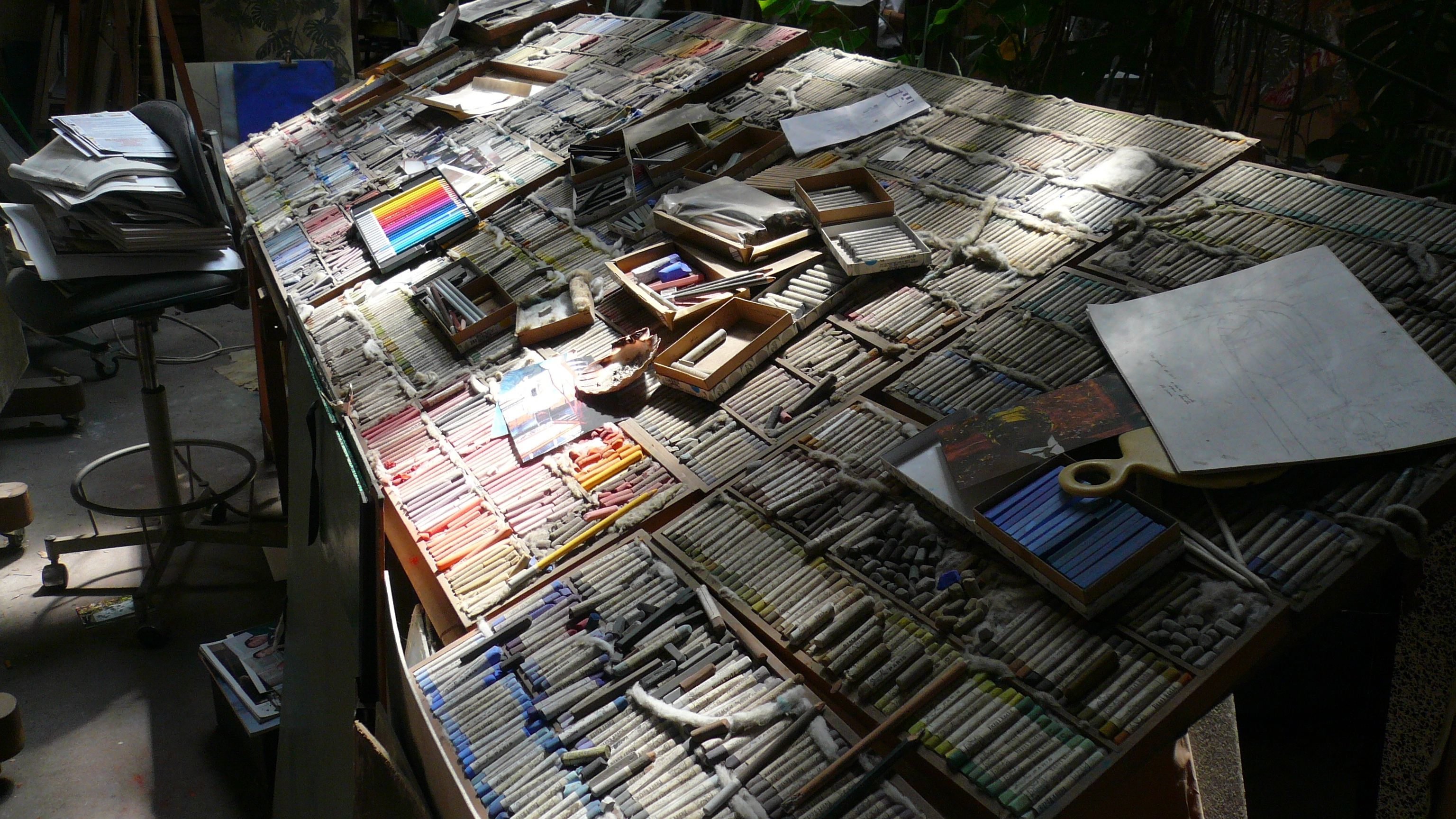
Pastellkästen im Atelier des Künstlers

Erste Retrospektiven organisierten Jean Clair und Jean-Louis Prat 1999 und 2000 in der Fondation Pierre Gianadda in Martigny/Schweiz sowie in der Fondation Maeght in Saint-Paul-de-Vence. 1993 erhielt Szafran den Grand Prix des Arts de la Ville de Paris. 2008 wurden im Rahmen der Ausstellung Le Mystère et l’éclat. Pastels du musée d’Orsay im Pariser Musée d’Orsay zwei seiner Pastelle präsentiert. 2011 wurde mit dem 3ième Prix Piero Crommelynck ausgezeichnet.

## Ausstellungen
- Fondation Pierre Gianadda, Martigny, 2013
- 3ième Prix Piero Crommelynck, estampes, Galerie de l’Ancien Collège, Châtellerault, Juni bis August 2011
- Zeichnungen, Pastelle, Aquarelle, Max Ernst Museum Brühl des LVR, 7. November 2010 – 30. Januar 2011 (Katalog in deutscher, französischer und englischer Sprache hg. von Julia Drost und Werner Spies)
- Pavillon des Arts et du Design, Jardin des Tuileries, Galerie Hopkins & Custot, Paris, 2.–6. April 2008
- Musée de la Vie romantique, Hôtel Scheffer-Renan, Paris, 2001 (Katalog hg. Von Daniel Marchesseau mit Texten von Michel Le Bris und Daniel Marchesseau)
- Fondation Pierre Gianadda, Martigny, 1999 / Fondation Maeght, Saint Paul, 11 février-30 mars 2000 (Katalog hg. von Jean Clair mit Texten von Jean Clair und Gérard Macé)
- aquarelles, Galerie Vallois, Paris, 1992 (Katalog mit einem Text von Jean Clair)
- dessins & pastels, Caja Iberia, Saragosse, 1988 (Katalog mit Texten von Orlando Pelayo, Jean-Dominique Rey und Henri Cartier-Bresson)
- aquarelles, Galerie Claude Bernard, Paris, 1987 (Katalog mit einem Text von James Lord)
- pastels, Galerie Claude Bernard, Paris, 1987 (Katalog mit einem Text von Jean Clair)
- fusains, Galerie Claude Bernard, Paris, 1976 (Katalog mit einem Text von James Lord)
- pastels, Galerie Artel, Genève, 1974 (Katalog mit einem Text von Fouad El-Etr)
- pastels, Galerie Claude Bernard, Paris, 1972 (Katalog Texten von Fouad El-Etr, Jean Paget und Georges Schéhadé)
- dessins, Galerie Jacques Kerchache, Paris, 1965 (Katalog mit einem Text von Pierre Schneider)